# Pikkujärvi (Jukkasjärvi socken, Lappland, 752932-167114)
Pikkujärvi är en sjö i Kiruna kommun i Lappland och ingår i Kalixälvens huvudavrinningsområde.